# Scheckwitz

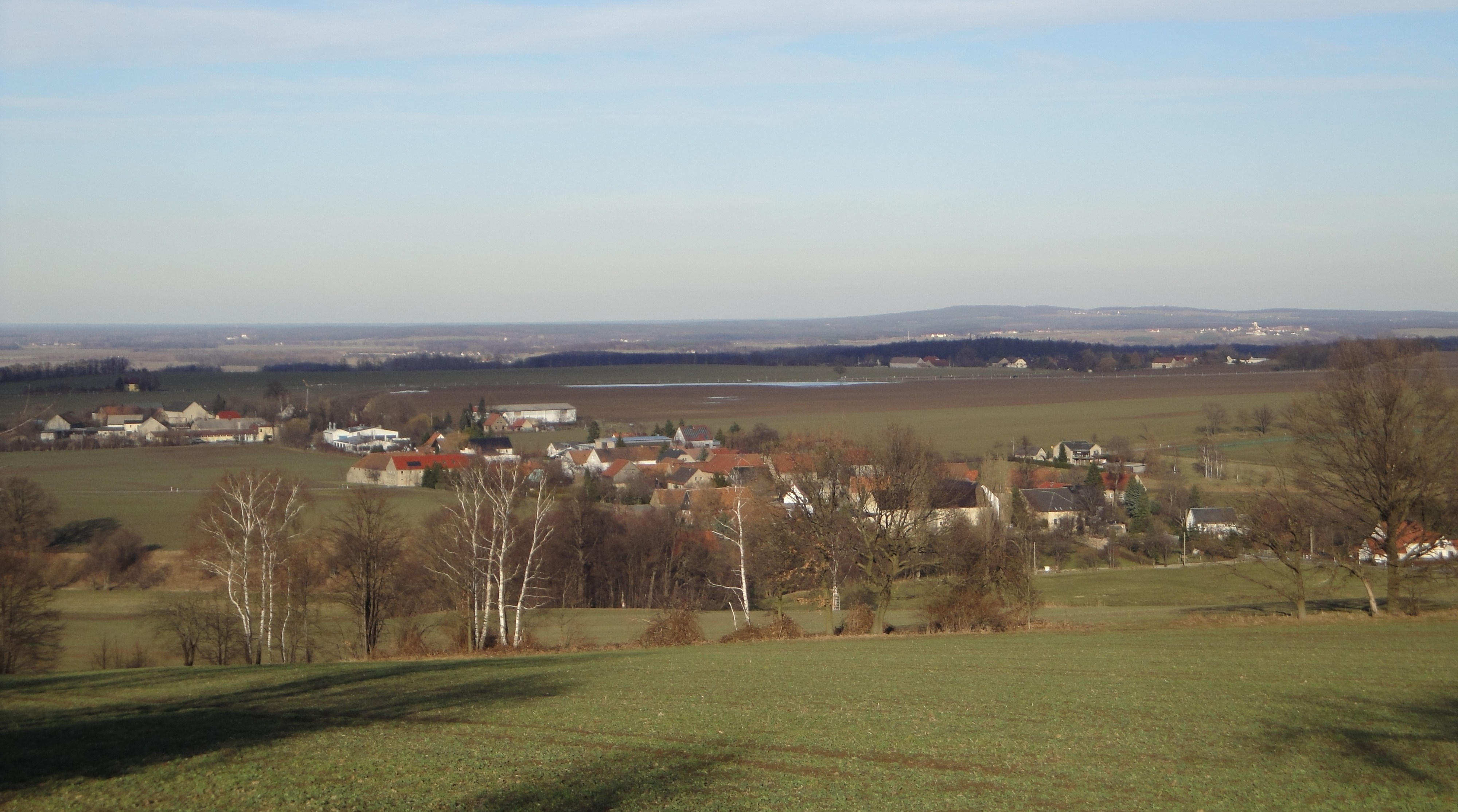
Blick auf Scheckwitz (links) und Soritz

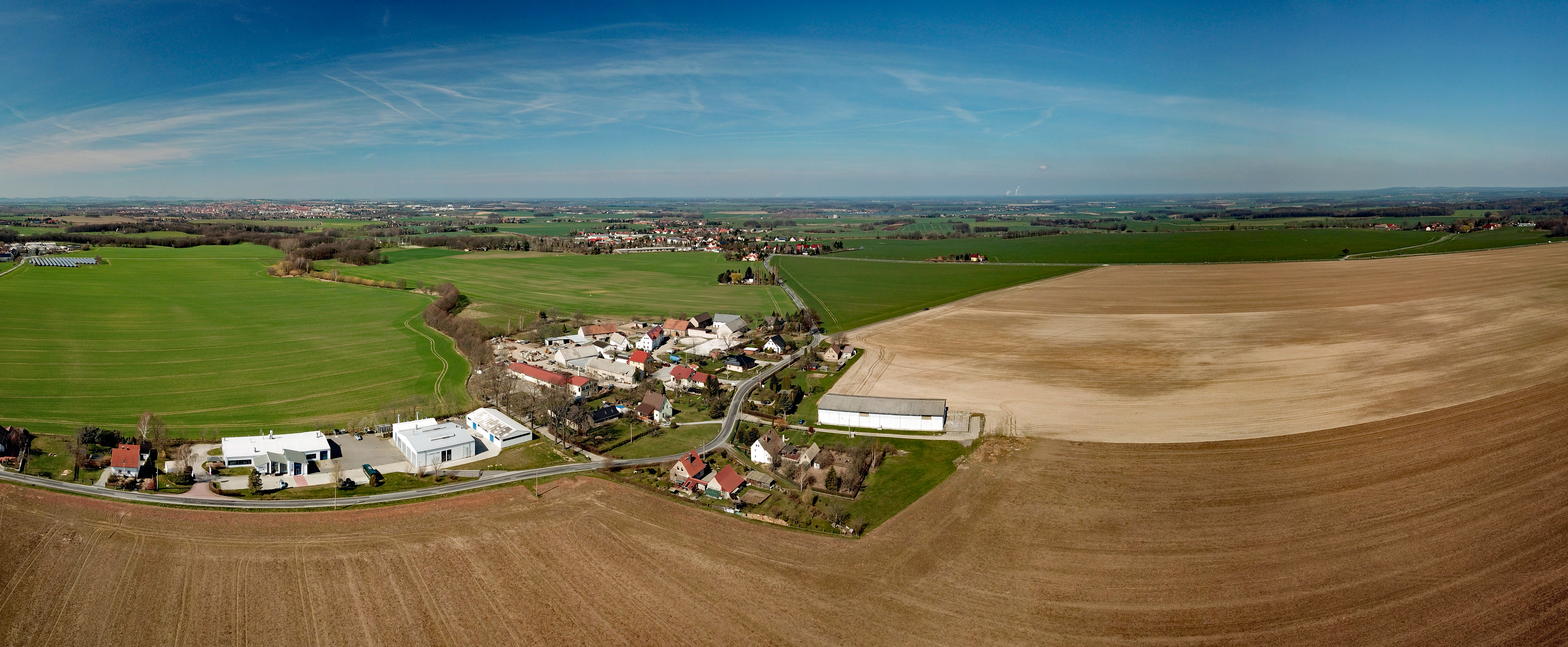
Luftbildpanorama

Scheckwitz, sorbisch Šekecyⓘ, ist ein Dorf mit 26 Einwohnern im ostsächsischen Landkreis Bautzen, das zur Gemeinde Kubschütz gehört. Es zählt zur Oberlausitz und gehört zum offiziellen sorbischen Siedlungsgebiet.

## Geografie
Scheckwitz befindet sich etwa sieben Kilometer südöstlich der Großen Kreisstadt Bautzen am Nordhang des Czorneboh-Massivs im Quellgebiet eines kleinen Zuflusses des Wuischker Wassers. Das Gelände ist hügelig und fällt leicht nach Nordwesten ab. Die umgebende Landschaft ist kaum bewaldet. Die Nachbarorte sind Waditz im Nordosten, Soritz direkt im Süden anschließend, Blösa im Südwesten und Kubschütz im Nordwesten.
Nach der Siedlungsanlage ist Scheckwitz ein Bauernweiler. 

## Geschichte
Der Ort wird um 1400 als Czakewicz erwähnt, später dann Czackewitz (1419) und schließlich Scheckwitz (1562).
Bis 1936 war Scheckwitz eine eigenständige Landgemeinde, dann wurde es nach Soritz eingemeindet. Am 1. Juli 1950 kam die Gemeinde Soritz zu Kubschütz.

## Bevölkerung
Für seine Statistik über die sorbische Bevölkerung in der Oberlausitz ermittelte Arnošt Muka in den achtziger Jahren des 19. Jahrhunderts eine Bevölkerungszahl von 57 Einwohnern; davon waren alle Sorben. Im 20. Jahrhundert hat die Zahl der Sorbisch-Sprecher wie überall im evangelischen Teil des Siedlungsgebietes stark abgenommen.
Im Jahr 1925 waren 61 der 70 Einwohner evangelisch-lutherischer Konfession. Der Ort ist seit dem 16. Jahrhundert nach Hochkirch gepfarrt.

## Infrastruktur
Scheckwitz liegt unweit der Bundesstraße 6 (Bautzen-Görlitz) und des Bahnhofs Kubschütz.